# 万波奈穂
万波 奈穂（まんなみ なお、1985年9月10日 - ）は、日本の囲碁女流棋士である。兵庫県出身、東京都世田谷区育ち。日本棋院中部総本部所属。大枝雄介九段門下。夫は同じく囲碁棋士の伊田篤史。
同じく囲碁棋士である実姉・万波佳奈とともに姉妹棋士として知られ、テレビ・雑誌などの媒体に登場する機会も多い。

## 経歴

### 生い立ち
- 1985年（昭和60年）、兵庫県に生まれた。5歳で囲碁を始め、2歳年上の姉とともに岩田一八段の子供囲碁教室に通う。
- 8歳のときに大枝雄介九段の門下となり、1996年（平成8年）には応昌期杯世界青少年選手権大会ジュニアの部で4位となる。また、小学校6年生であった1997年（平成9年）に少年少女囲碁大会小学生の部で当時小学2年の井山裕太に優勢の碁を凡ミスにより石を取られ逆転され準優勝。同年、日本棋院院生となったが、なかなか入段試験に合格できなかった。
- プロ試験に受かる前、4ヶ月間韓国の道場に住み込み、韓国のプロを目指す子供たちと共に囲碁漬けの毎日を送る。

### 成人後
- 2006年、20歳となったこの年、女流棋士採用試験において予選から本戦まで全勝し、新入段を果たした。同年、新入段にして竜星戦予選を通過しブロック戦進出。
- 2007年、NHK杯テレビ囲碁トーナメントの読み上げを務める傍ら、新入段から2年連続で竜星戦予選通過を果たす。
- 2008年4月1日、二段(賞金ランキングで昇段)。
- 2009年1月より囲碁・将棋チャンネル「ナオとカンナのおしえて♪13路」で講師役として出演。生徒役は将棋の女流棋士鈴木環那が務めた。
- 2009年4月より、NHK杯テレビ囲碁トーナメントの司会を務める。
- 2010年、第4回大和証券杯ネット囲碁レディースで初のベスト4進出。準決勝では姉佳奈とのプロ入り後初となる姉妹対決となったが敗れた。また、第23期女流名人戦において初の挑戦者決定リーグ入りを果たす。リーグ戦では挑戦者となった向井千瑛を下すなどの活躍を見せたものの、最終的に3勝3敗の成績で5位となり、リーグから陥落。
- 2011年、第24期女流名人戦の予選A決勝において公式戦では初となる姉妹対決を制し[1]、リーグ復帰を果たすも2勝4敗で陥落する。
- 2012年、第1回女流秀策杯優勝（非公式戦）。第2回黄龍士双登杯世界女子囲棋勝抜戦で国際女流団体戦初出場。
- 2013年、第2回女流秀策杯（非公式戦）で2年連続優勝。4月より囲碁フォーカスの講座「万波姉妹の明日は勝てるマジカル手筋」に講師役として出演。9月17日、三段(勝ち星対象棋戦通算40勝)。
- 2017年10月から、囲碁将棋チャンネル「記憶の一局」の進行・聞き手を務める。
- 2018年2月12日、囲碁棋士の伊田篤史八段と入籍[2]。
- 2018年7月15日、第3回扇興杯女流囲碁最強戦決勝で牛栄子を下して女流公式棋戦初優勝を果たす[3]。
- 2018年11月9日、四段(勝ち星対象棋戦通算50勝)[4]。
- 2019年1月5日、ツイッターにて1月1日付で中部総本部へ移籍したことを報告[5]。
- 2020年8月、第1子となる女の子を出産したことを自身のTwitterにて発表[6][7]。出産に伴い、対局は7月末より休場。

## 棋戦決勝進出結果
|      | 数 | 棋戦             | 期・回 | 対局日        | 相手       |     |
| ---- | -- | ---------------- | ------ | ------------- | ---------- | --- |
| 優勝 | 1  | 扇興杯女流最強戦 | 第3回  | 2018年7月15日 | 牛栄子二段 | 1-0 |

## タイトル履歴
- 女流本因坊 1期（2018年・第3回）

　登場回数 1回　獲得合計 1期

## エピソード
- 姉の佳奈は右利きだが、奈穂は両利きである。実際には箸などを持つ際は右手を、字を書く際にペンを持つ手は左手というふうに場合によって使う手が変わる。
- 2011年9月15日には、レンタル着物ショップ・レイコレクションのモデルに採用[8]。
- 趣味は「将棋」を指すことである。苦手な食べ物はトマト。

## テレビ
過去の出演番組
- NHK杯テレビ囲碁トーナメント （NHK、2009年4月 - 2012年3月） 聞き手・司会担当（2007年から2008年にかけては読み上げを担当）
- ナオとカンナのおしえて♪13路 （CS囲碁・将棋チャンネル） 講師役
- 囲碁フォーカス 講座「万波姉妹の明日は勝てるマジカル手筋」 （NHK教育、2013年4月 - 2013年9月）　- 上半期講師役（下半期は姉の万波佳奈が担当）
- おんな酒場放浪記（BS-TBS、2014年5月31日 - 2018年4月18日）
- 記憶の一局 （囲碁・将棋チャンネル、2017年10月 - 2018年11月） 司会・聞き手役

## 著書
- 万波姉妹のぐんぐん強くなる囲碁Q&A(姉、万波佳奈との共著)、2009年9月、毎日コミュニケーションズ 、ISBN 978-4839931025
- 万波姉妹の明日は勝てるマジカル手筋(姉、万波佳奈との共著)、2014年10月、NHK出版、ISBN 978-4140162293
- はじめてのヨセと死活 -無駄な手を打たないための実戦トレーニング、2015年10月、マイナビ 、ISBN 978-4839957636